# Комедия
Комедията е литературен, театрален и телевизионен жанр, който е противоположен на трагедията. Основната характеристика на комедията е, че тя е смешна и предизвиква смях. Затова още в Древна Гърция актьорите са носили усмихнати маски на сцената.
Най-често комедийното се постига чрез изобличаване в абсурда. Но говорейки чисто в жанров аспект комедията се осъществява (според някои) като конфликт на „младото общество“, младостта и „обществото на възрастните“, авторитета на възрастните, това е възглед поддържан и от канадския критик Нортръп Фрай.
И понеже хуморът все пак е в някаква степен субективен, това, което е смешно на един, може да не се стори такова на друг.
Най-общо могат да се различат 2 вида комедия:
- на събитията
- на характерите

Що се отнася до театралните жанрове, комедията има за цел да забавлява. Така че тя от една страна се отличава от трагедията, но от друга и от фарса, бурлеската и други. Например за разлика от трагедията има щастлив край на чудата ситуация, и с живостта на диалозите и описанието на характерите.
За областта на филмовото изкуство се употребяват термините филмова комедия и кинокомедия.

## Видове комедии
- Сатира
- Пародия
- Ирония
- Гръцка комедия
- Комедия дел арте
- Фарс
- Водевил